# Damien Joly
Damien Joly (Ollioules, 4 de junio de 1992) es un deportista francés que compite en natación, especialista en el estilo libre.
Ganó una medalla de plata en el Campeonato Mundial de Natación en Piscina Corta de 2022 y una medalla de bronce en el Campeonato Europeo de Natación de 2022.
Participó en dos Juegos Olímpicos de Verano, en los años 2012 y 2016, ocupando el séptimo lugar en Río de Janeiro 2016, en la prueba de 1500 m libre.

## Palmarés internacional
| Campeonato Mundial en Piscina Corta | Campeonato Mundial en Piscina Corta | Campeonato Mundial en Piscina Corta | Campeonato Mundial en Piscina Corta |
| Año                                 | Lugar                               | Medalla                             | Prueba                              |
| ----------------------------------- | ----------------------------------- | ----------------------------------- | ----------------------------------- |
| 2022                                | Melbourne (Australia)               | Medalla de plata                    | 1500 m libre                        |
| Campeonato Europeo                  |                                     |                                     |                                     |
| Año                                 | Lugar                               | Medalla                             | Prueba                              |
| 2022                                | Roma (Italia)                       | Medalla de bronce                   | 1500 m libre                        |